# Akrotiri (Zypern)
Akrotiri (Neugriechisch: Ακρωτήρι, wörtlich Kap, Türkisch: Ağrotur) ist eine Gemeinde auf der gleichnamigen Halbinsel innerhalb einer der beiden britischen Militärbasen Akrotiri und Dhekelia im Britischen Überseegebiet Akrotiri und Dekelia (Sovereign Base Area, SBA) auf Zypern. Bei der Volkszählung im Jahr 2021 hatte sie 931 Einwohner.
Im Dorf gibt es zwei kleine Kirchen, die dem heiligen Kreuz und dem heiligen Georg geweiht sind. Südlich des Dorfes liegt ein Gebiet mit dem Namen Kurias oder Kouria (Neugriechisch: Κουριά) mit den Ruinen einer antiken Siedlung.

## KlosterSaint Nicholas of the Cats
Zwei Kilometer östlich des Dorfes liegt inmitten von Feldern und Olivenhainen das antike Kloster Saint Nicholas of the Cats (Neugriechisch: Άγιος Νικόλαος των Γατών).

### Geschichte
Das Kloster wird schon im 15. Jahrhundert von Reisenden erwähnt, aber erst Felix Fabri, ein Dominikaner, der Zypern 1480 und 1483 bereist hat, erwähnt Saint Nicholas als ein abgelegenes von Schlangen umgebenes Kloster, in dem die Mönche Katzen hielten, um sich vor den Schlangen zu schützen. Im 16. Jahrhundert berichtet Stefano Lusignan über eine Legende, laut der die heilige Helena bei ihrem Besuch in Zypern das von giftigen Schlangen bewohnte Kloster besucht habe. Hunderte Katzen aus Ägypten oder Palästina wurden dorthin importiert, wo sie mit ihrem Schiff gelandet war, der Halbinsel von Akrotiri. Der Gouverneur Kalokeros soll das Kloster gegründet haben und die Katzen hätten sich dort angesiedelt.

### Architektur
Teile der heutigen Kirche stammen aus der Zeit des Herren von Lusignan, insbesondere die Tür mit einem Torbogen an der Nordseite des Gebäudes.

## Infrastruktur
Im Osten des Ortes liegt der Hafen Akrotiri.

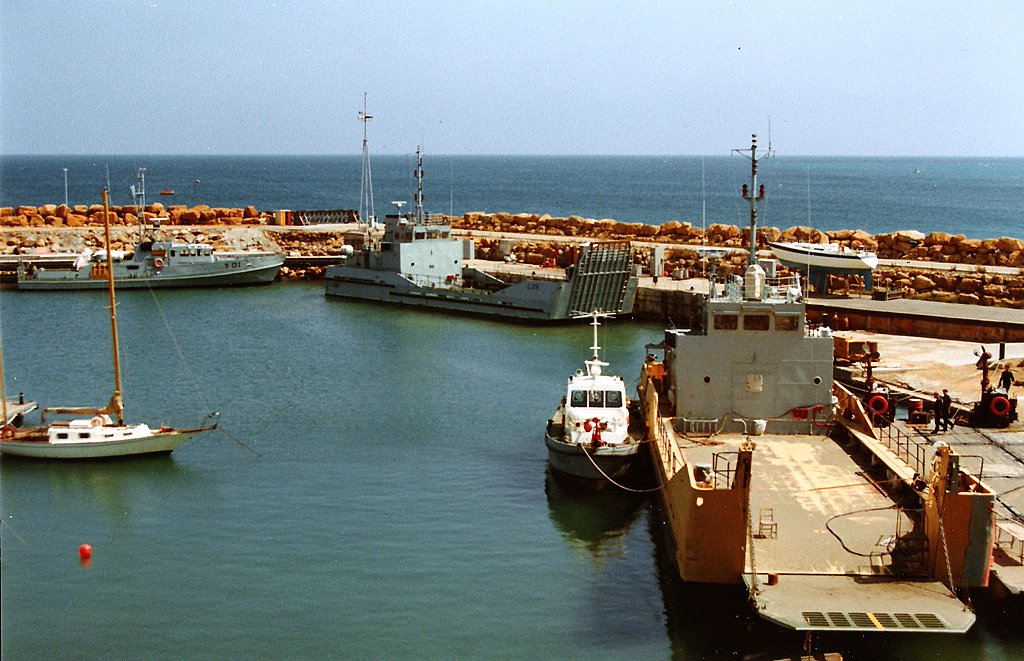
Hafen, 1985
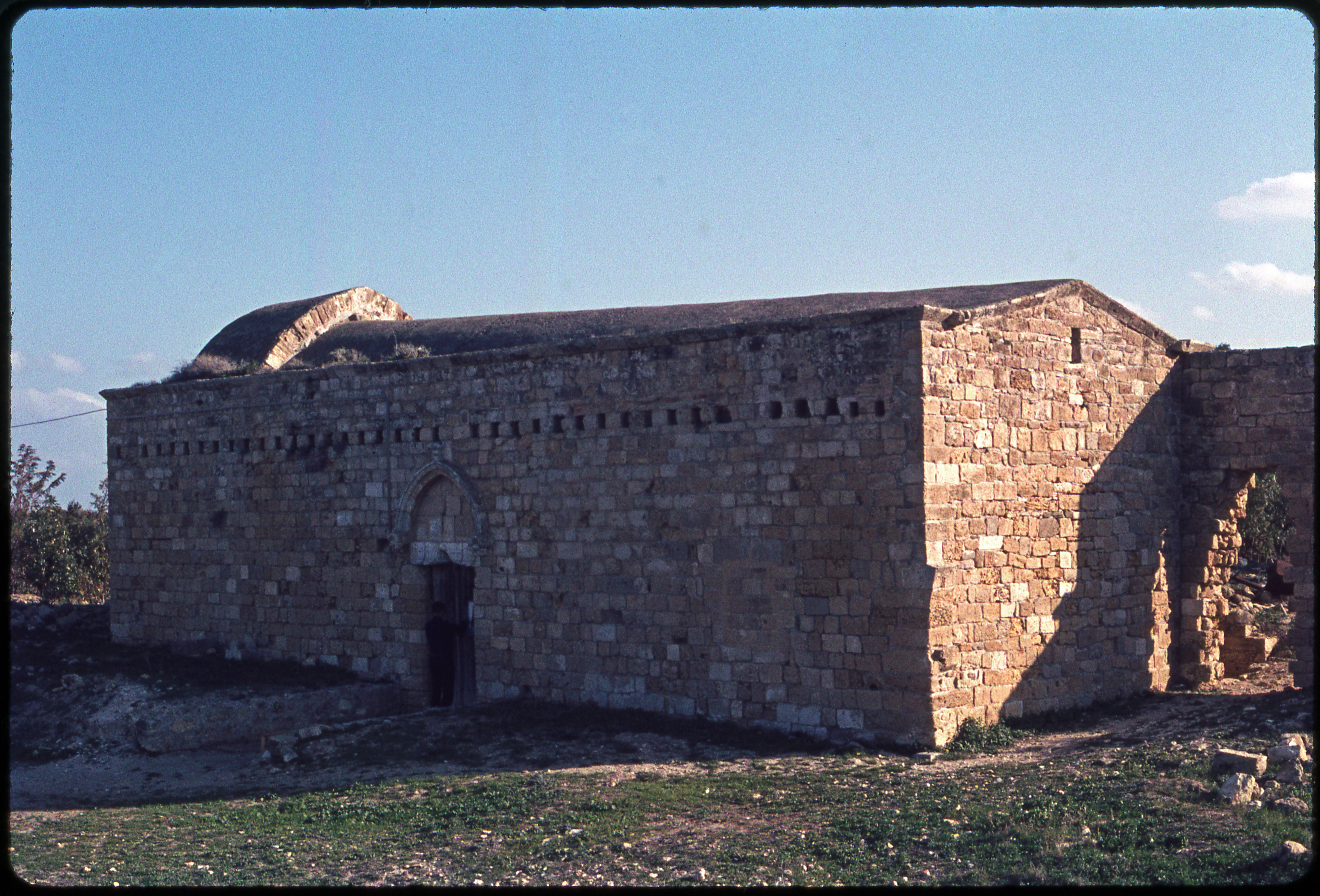
Klosterkirche, 1973
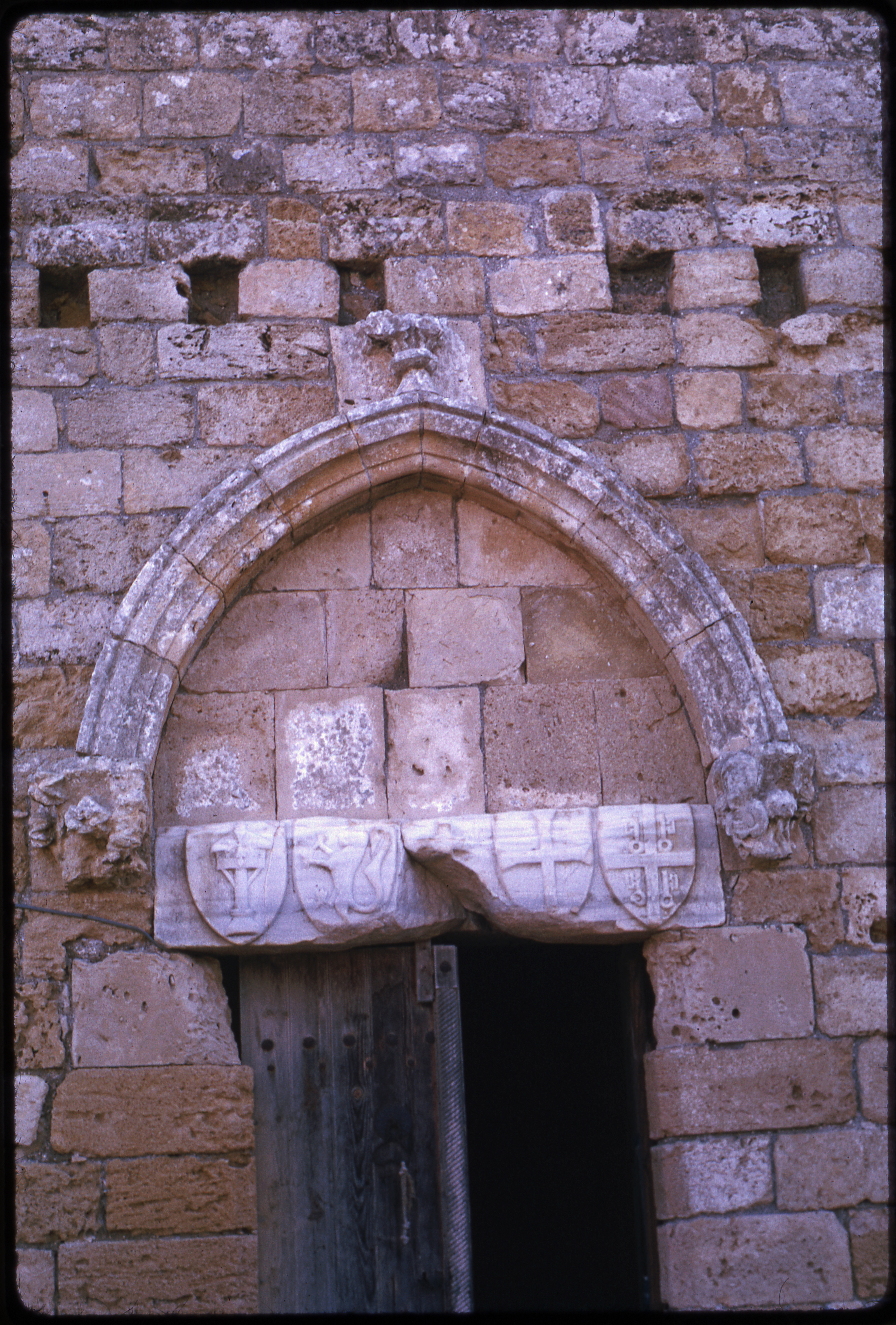
Kloster, 1973
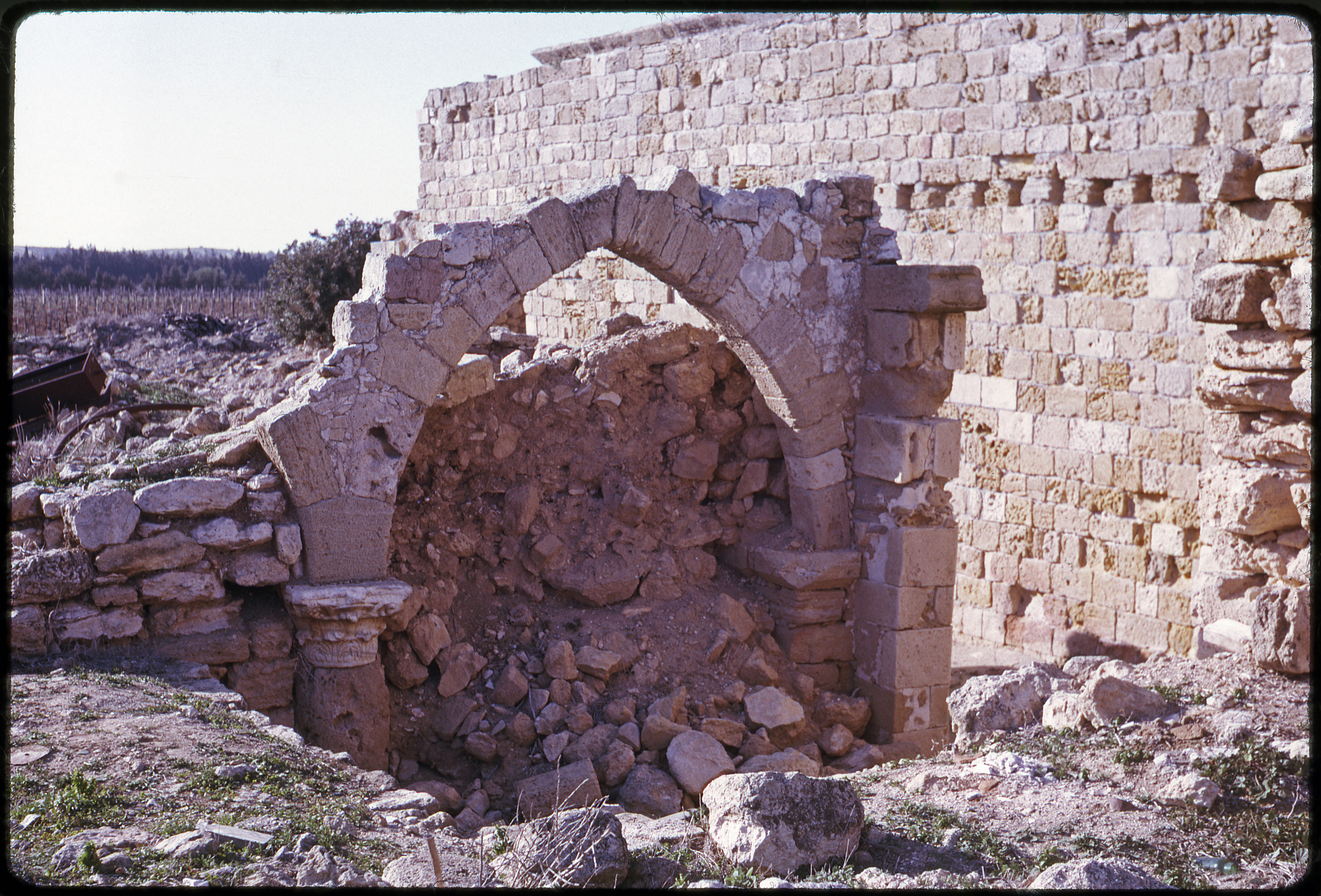
Kloster, 1973
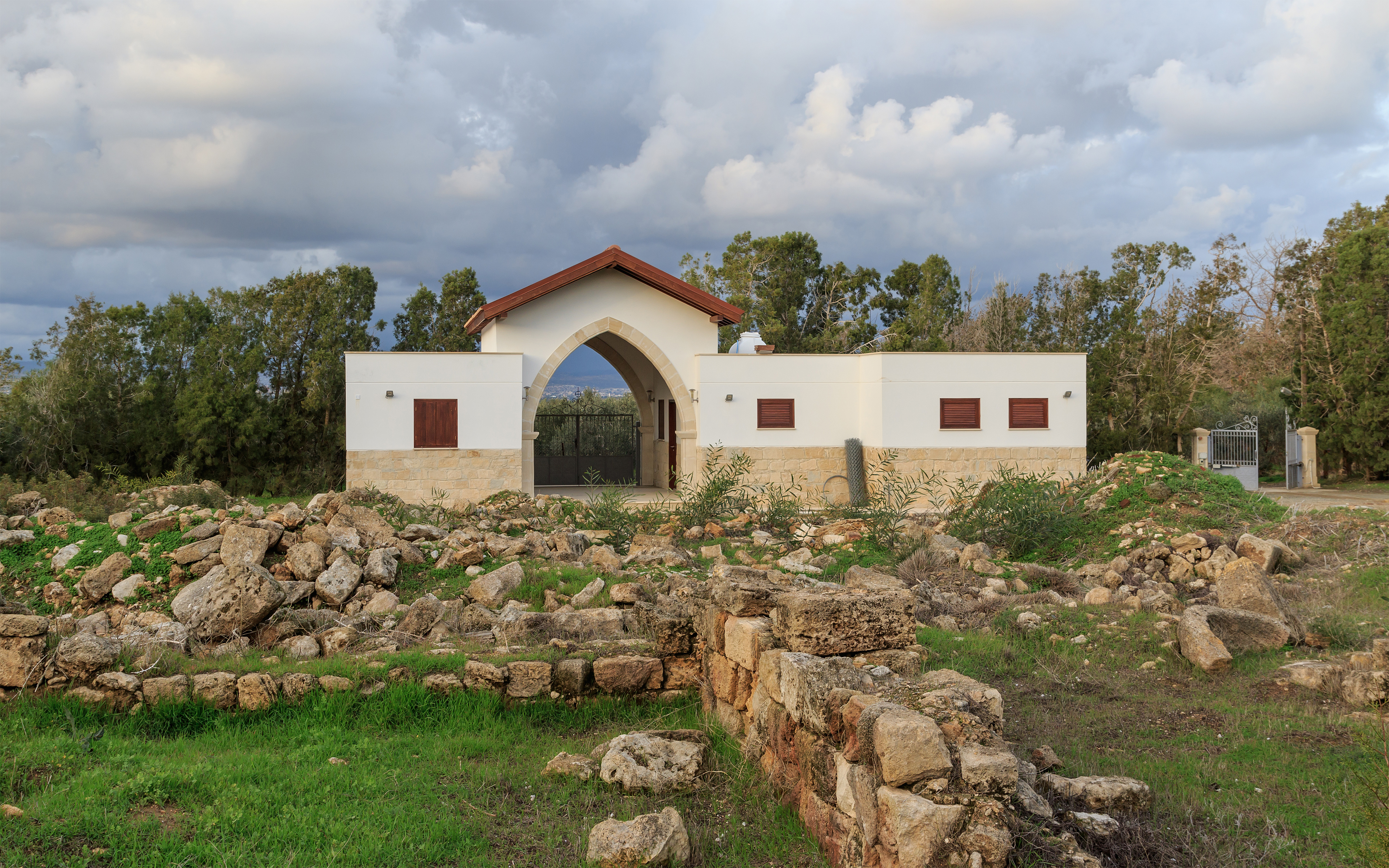
Klostertor, 2017
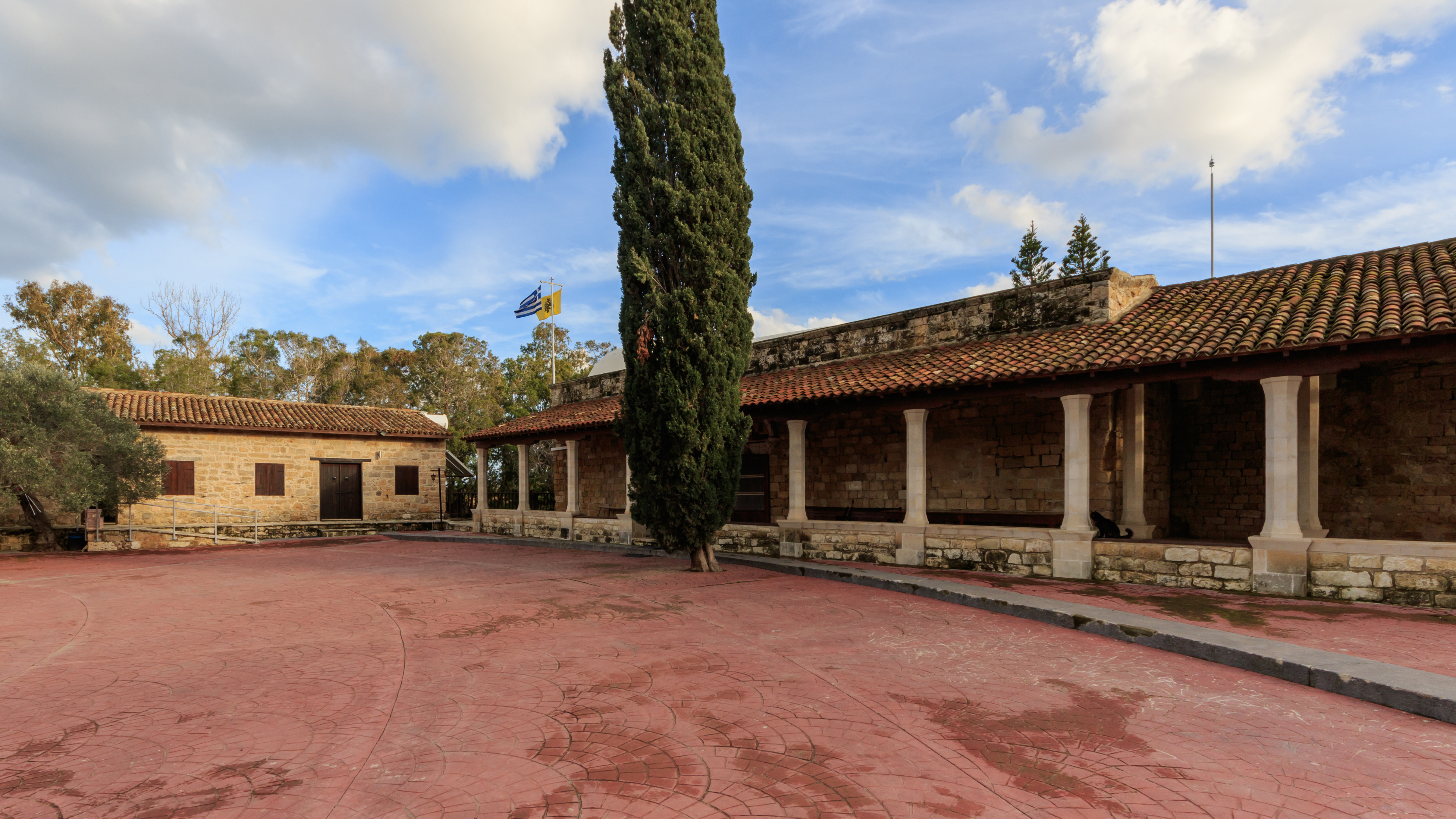
Klosterladen und Klostergalerie, 2017